# Spvgg. Quierschied
Die Sportvereinigung Quierschied ist ein Fußballverein aus Quierschied im Saarland.

## Geschichte
Die Spvgg. Quierschied geht insbesondere auf den 1905 gegründeten Sportclub Viktoria Quierschied, dem Turnverein Quierschied und Hansa Quierschied sowie den 1909 gegründeten FC Borussia Quierschied zurück. Nach Ende des Ersten Weltkrieges schlossen sich im Mai 1919 Viktoria, Turnverein und Hansa zum Turn- und Spielverein Quierschied zusammen, der 1920 ebenso wie die Borussia Mitglied im Süddeutschen Fußball-Verband wurde und somit an einem geregelten Spielbetrieb teilnahm. Aufgrund der Reinlichen Scheidung verließen die Fußballer 1925 unter dem Namen Spielvereinigung Quierschied den Turn- und Spielverein, vier Jahre später kam es zur Fusion mit den Borussen unter dem heutigen Namen Sportvereinigung Quierschied.
Nachdem beide Vereine bereits Mitte der 1920er Jahre in die zweitklassige A-Klasse aufgestiegen waren, trat auch die Sportvereinigung in der zweithöchsten Spielklasse an. Insbesondere verstärkt durch Spieler des Lokalrivalens DJK Quierschied, der in der Folge des Verbots konfessioneller Sportorganisationen und damit auch des DJK-Sportverbands aufgelöst worden war, erlebte der Verein in den folgenden Jahren eine Glanzzeit und nahm mehrfach an Aufstiegsspielen zur Erstklassigkeit teil. So verpasste die Mannschaft 1938 als Zweitligameister den Aufstieg in die Gauliga Südwest. Nachdem mit Beginn des Zweiten Weltkrieges der Spielbetrieb aufgrund des Rückzuges einiger Mannschaften und der Einberufung von Spielern teilweise unterbrochen worden war, wiederholte die Sportvereinigung Quierschied ihre Zweitligameisterschaft, belegte aber nach zwei Niederlagen gegen die TSG Kaiserslautern und nur einem Sieg gegen den VfL Homburg in der Aufstiegsrunde den letzten Platz. Bis 1943 konnte der Verein unter Rückgriff auf Jugendspieler und ältere Spieler den Spielbetrieb aufrechterhalten.
Im Oktober 1945 nahm die Sportvereinigung Quierschied den Spielbetrieb wieder auf und wurde im folgenden Jahr in die von der französischen Militärregierung genehmigten und eine Spielzeit als höchste Spielklasse bestehende Ehrenklasse Saar aufgenommen. Im folgenden Jahr erfolgte die erstmalige Eingliederung der saarländischen Mannschaften in den gesamtdeutschen Spielbetrieb, dies war verbunden mit der Aufnahme des Klubs in die zweitklassige Ehrendivision Saar. Dort belegte die Mannschaft vor dem abgeschlagenen Tabellenletzten SV Mitlosheim den letzten Nicht-Abstiegsplatz, anschließend lief sie bis zu deren Auflösung 1952 in der in Ehrenbewährungsklasse umbenannten Liga auf.
Als Vizemeister der Oststaffel der nunmehr viertklassigen Bezirksklasse Saar stieg die Sportvereinigung Quierschied gemeinsam mit Staffelsieger SC Friedrichsthal in die 1. Amateurliga auf, verpasste aber als Tabellenvorletzter den Klassenerhalt. Nach einem dritten Tabellenplatz 1956 gelang im Folgejahr mit elf Punkten Vorsprung auf Vizemeister TuS Wiebelskirchen der Staffelsieg und damit die Rückkehr in die höchste Amateurklasse des Saarlands. Hier platzierte sie sich bis zum erneuten Abstieg 1969 vornehmlich im Mittelfeld, einzig als Tabellenneunter in der Auftaktsaison, als Dritter der Spielzeit 1959/60, als erneut Neunter der Spielzeit 1961/62 und in der Spielzeit 1965/66, die man als Tabellenfünfter abschloss, erreichte sie einen einstelligen Tabellenplatz.
Nachdem die Sportvereinigung Quierschied 1978 durch die Einführung der Amateuroberligen eine Ligastufe zurückgestuft worden war, kehrte sie 1982 wieder in die Viertklassigkeit zurück, dabei mussten letztlich zwei Entscheidungsspiele und ein Elfmeterschießen gegen den punkt- und torgleichen Konkurrenten FV Lebach um den Wiederaufstieg entscheiden. Das beste Ergebnis wurde in der Verbandsliga-Saar wurde in der Saison 1989/90 erreicht. Quierschied stand nach der Saison hinter dem SV Saar 05 Saarbrücken und dem SV Hasborn auf dem 3. Platz. Nach zehn Jahren stieg die Mannschaft jedoch 1992 erneut ab, zwei Jahre später erfolgte der Absturz in die Sechstklassigkeit. Zwischenzeitlich nur in der Kreisklasse antretend stieg die Mannschaft ab 2012 wieder von der Bezirks- über die Landesliga (2014) und Verbandsliga (2016) bis in die sechstklassige Saarlandliga auf.
Der Wiederaufstieg in die höchste saarländische Spielklasse gelang dabei in einem dramatischen Entscheidungsspiel. Als Vizemeister der Verbandsliga Südwest gewann man im letzten Spiel unter Erfolgstrainer Markus Woll und Spielführer Kai Berrang gegen den Nordost-Vertreter SG Ballweiler-Wecklingen-Wolfersheim mit 4:2 nach Verlängerung. Woll wechselte sich dabei selbst ein und erzielte vor der Verlängerung den wichtigen 2:2-Ausgleich. Außerdem traf er vor über 1.000 Zuschauern in Furpach zum zwischenzeitlichen 3:2. Darum ging das Spiel später als "Wunder von Furpach" in die Vereinsgeschichte ein.
Nur dank des Rückzugs der DJK Bildstock gelang Quierschied darauf als Drittletzter der Saarlandliga der Klassenerhalt. In der Spielzeit 2017/2018 wurde Quierschied Tabellensechster, in der Saison 2020/21 sogar Tabellendritter. In der Saison 2022/23 wurde die Sportvereinigung erstmals Meister der Saarlandliga. 66 Punkte wurden in der Spielzeit eingefahren, das Torverhältnis lag bei 83:45. 

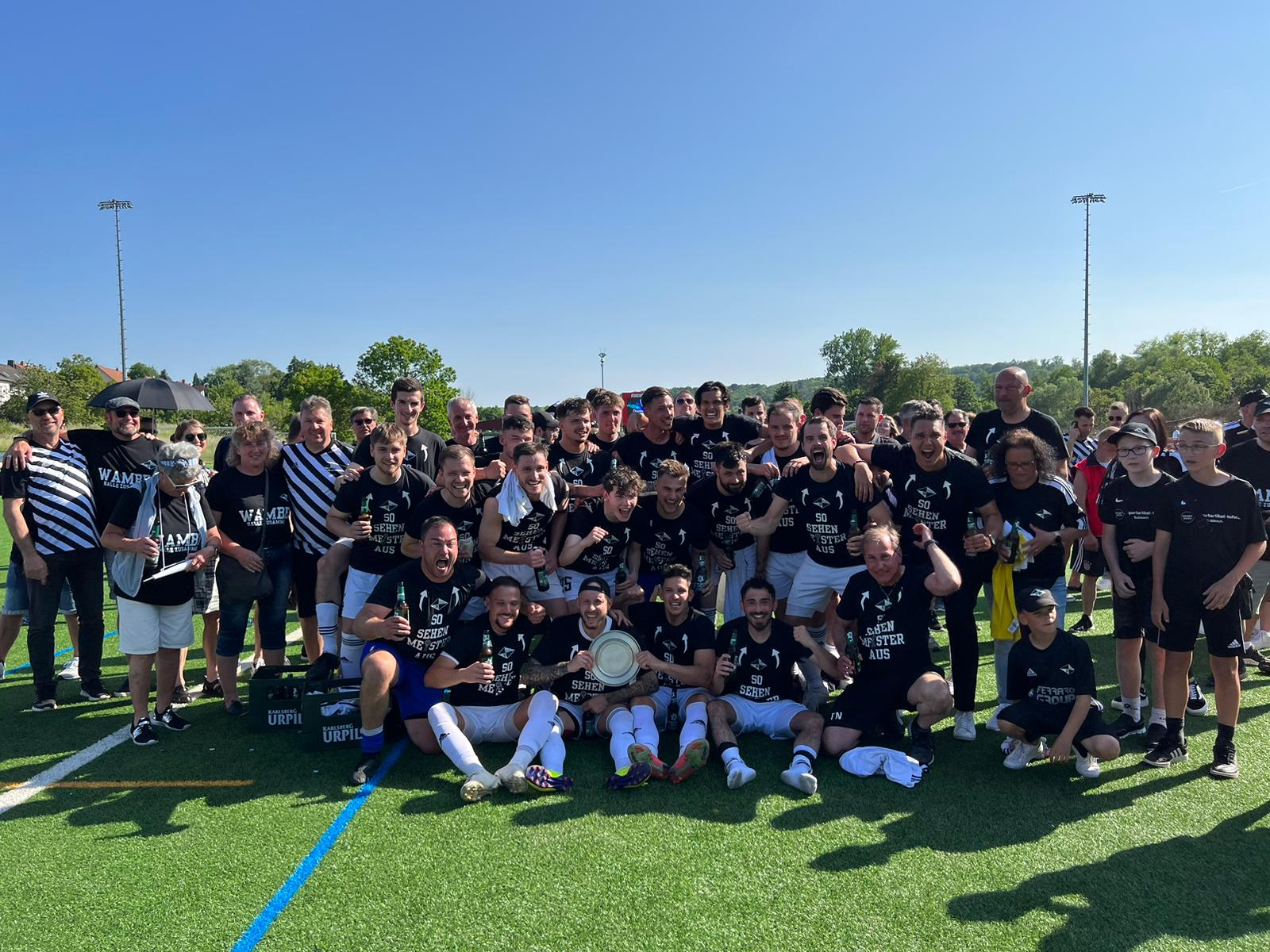
Meister der Saarlandliga 2022/2023: Spvgg Quierschied.

Das Meisterschaftsfinale hatte es dabei in sich. Nachdem im letzten Heimspiel der Mitkonkurrent FV Eppelborn mit einem 3:1-Sieg aus dem Titelrennen geworfen wurde, musste die Mannschaft von Trainer Thomas Bettinger am 34. und damit letzten Spieltag beim SV Bliesmengen-Bolchen antreten. Der Gegner konnte vor diesem Spiel sechs Mal in Folge gewinnen. Ein Sieg musste her, da der ärgste und nun noch einzige Verfolger SV Hasborn (1 Punkt Rückstand) ein vermeintlich einfaches Spiel gegen den bereits abgestiegenen FV Siersburg bestreiten musste und dies schlussendlich auch deutlich gewann. Die Sportvereinigung erledigte ihre schwierige Aufgabe und gewann nach einem spannenden Spiel und den Toren von Mirco Zavaglia und Lukas Mittermüller mit 2:1 und sicherte sich somit den größten sportlichen Erfolg ihrer Historie. 
Damit stieg man zum ersten Mal in der Vereinsgeschichte in die fünftklassige Oberliga Rheinland-Pfalz/Saar auf, aus der man aber bereits nach einer Saison wieder absteigen musste.

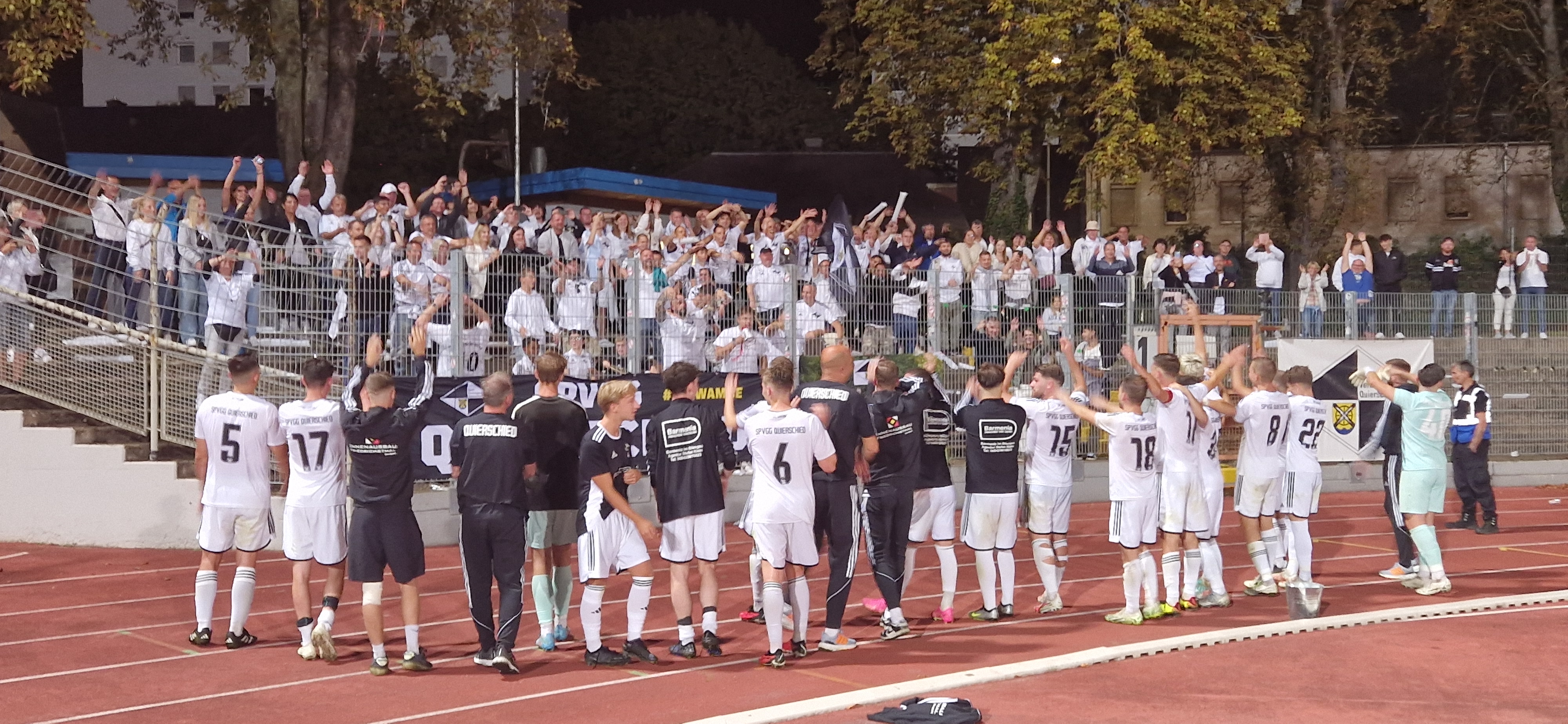
Mannschaft und Fans nach dem Oberligaspiel bei Eintracht Trier im September 2023.

In den Jahren 1993 und 2017 sowie 2023 qualifizierte sich Quierschied in der Halle für das Volksbankenmasters des Saarländischen Fußballverbandes.

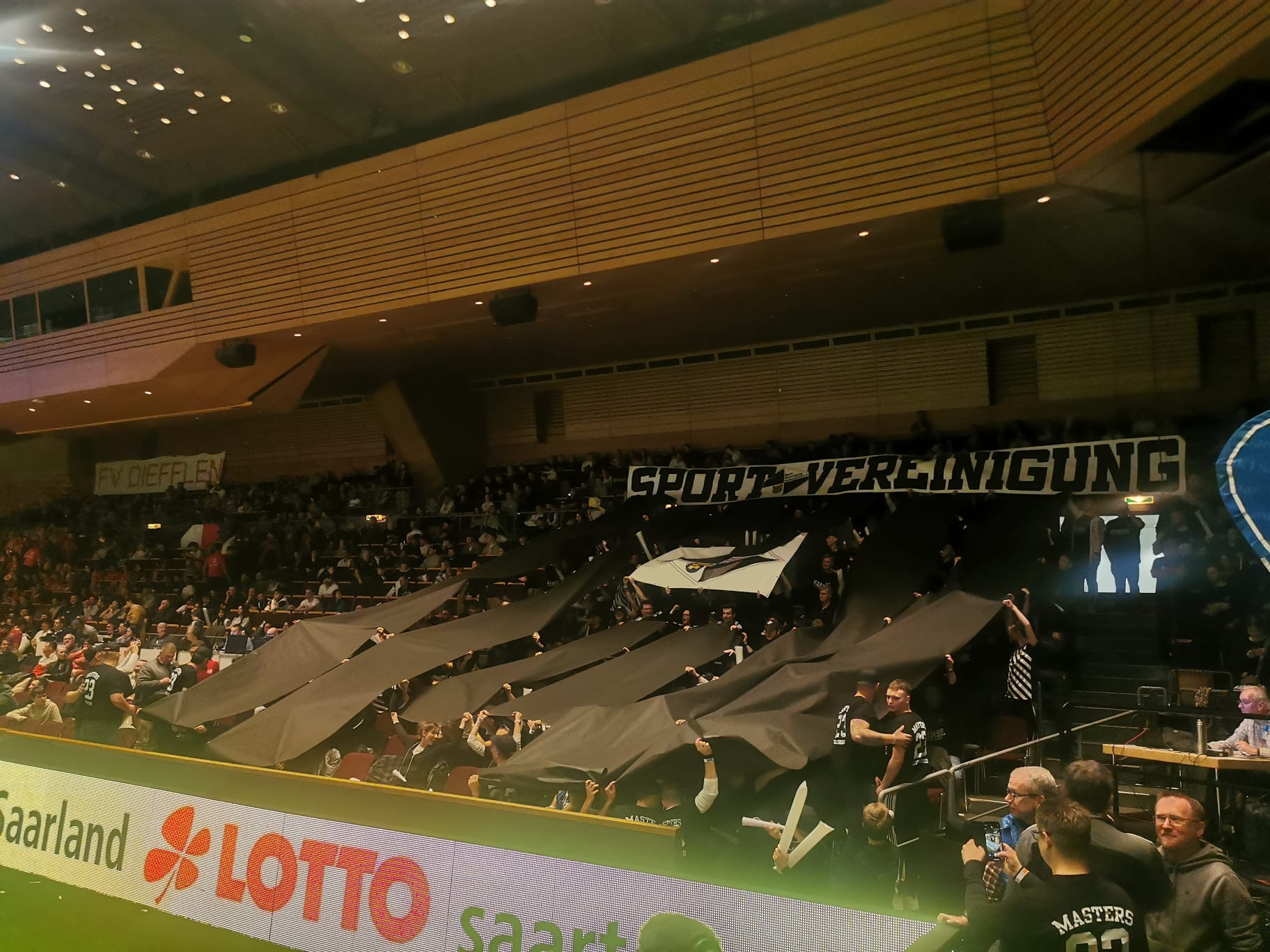
Choreographie der Fans der Sportvereinigung Quierschied beim Volksbankenmasters 2023.

Dabei wurden 1993 und 2017 jeweils das Endspiel erreicht. 1993 unterlag man vor 1500 Zuschauern in Homburg-Erbach dem FV Eppelborn mit 0:3 im Finale. 2017 wurde das Finale vor 3200 Zuschauern in der Saarbrücker Saarlandhalle gegen den FC Hertha Wiesbach mit 2:4 verloren. 2023 wurde Quierschied Dritter. 

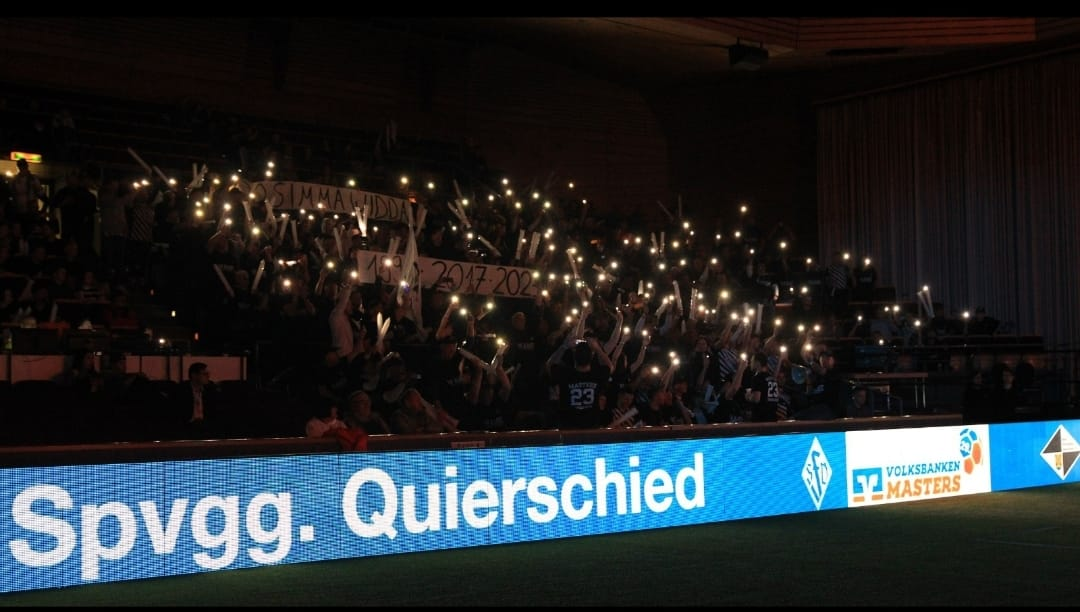
Die Fans der Spvgg Quierschied lassen den Fanblock beim Volksbankenmasters 2023 erleuchten.

## Trainerhistorie
Eine chronologische Übersicht über alle Trainer des Vereins seit 1927.
| Amtszeit  | Trainer                        |
| --------- | ------------------------------ |
| ca. 1927  | Peter Mager                    |
| –         | –                              |
| 1931      | Hans „Fubbes“ Jochem           |
| –         | –                              |
| 1938      | Alois Weich                    |
| –         | –                              |
| 1940      | Josef Biehl                    |
| –         | –                              |
| 1948      | Benno Stenull                  |
| –         | –                              |
| 1952–1954 | „Icke“ Merl                    |
| 1955      | Alois Thomas und Kurt Schröder |
| 1956–1957 | Kurt Schröder                  |
| 1958      | Hermann Poth                   |
| 1959–1961 | Seppl Erb                      |
| 1962      | Pitt Krüger                    |

| Amtszeit  | Trainer                   |
| --------- | ------------------------- |
| 1963–1966 | Seppl Erb                 |
| 1967–1970 | „Gallo“ Schneider         |
| 1971      | Heinz Morgenstern         |
| 1972–1973 | Karl Wilhelm              |
| 1974–1975 | Winfried Rein             |
| 1976–1977 | Winfried Habermann        |
| 1977–1981 | Josef Martin              |
| 1982–1991 | Walter Spohr              |
| 1991      | Rudolf Klaus              |
| 1991–1992 | Dieter Woll               |
| 1992–1993 | Dieter Woll, Axel Schwarz |
| 1993–1994 | Axel Schwarz              |
| 1994–1996 | Wolfgang Weyrich          |
| 1996–1997 | Michael Winkel            |
| 1997      | Josef Martin              |
| 1998–1999 | Berthold Konrad           |

| Amtszeit  | Trainer                         |
| --------- | ------------------------------- |
| 1999–2001 | Alexander Ruffing               |
| 2001–2003 | Hans Eiler                      |
| 2003–2004 | Wenanty Fuhl                    |
| 2004–2005 | Olaf Franz                      |
| 2005–2006 | Hans Eiler                      |
| 2006–2007 | Hans Eiler, Frank Bastian       |
| 2007–2009 | Werner Gerber                   |
| 2009–2010 | Armin Quinten                   |
| 2010      | Sighard Groß                    |
| 2010–2016 | Markus Woll                     |
| 2016      | Manuel Allard, Mike Brückerhoff |
| 2016–2017 | Lothar Pesch                    |
| 2017–2019 | Pascal Bauer                    |
| 2019–2020 | Robin Vogtland                  |
| Seit 2020 | Thomas Bettinger                |